# Comté de Pictou
Pour les articles homonymes, voir Pictou (homonymie).

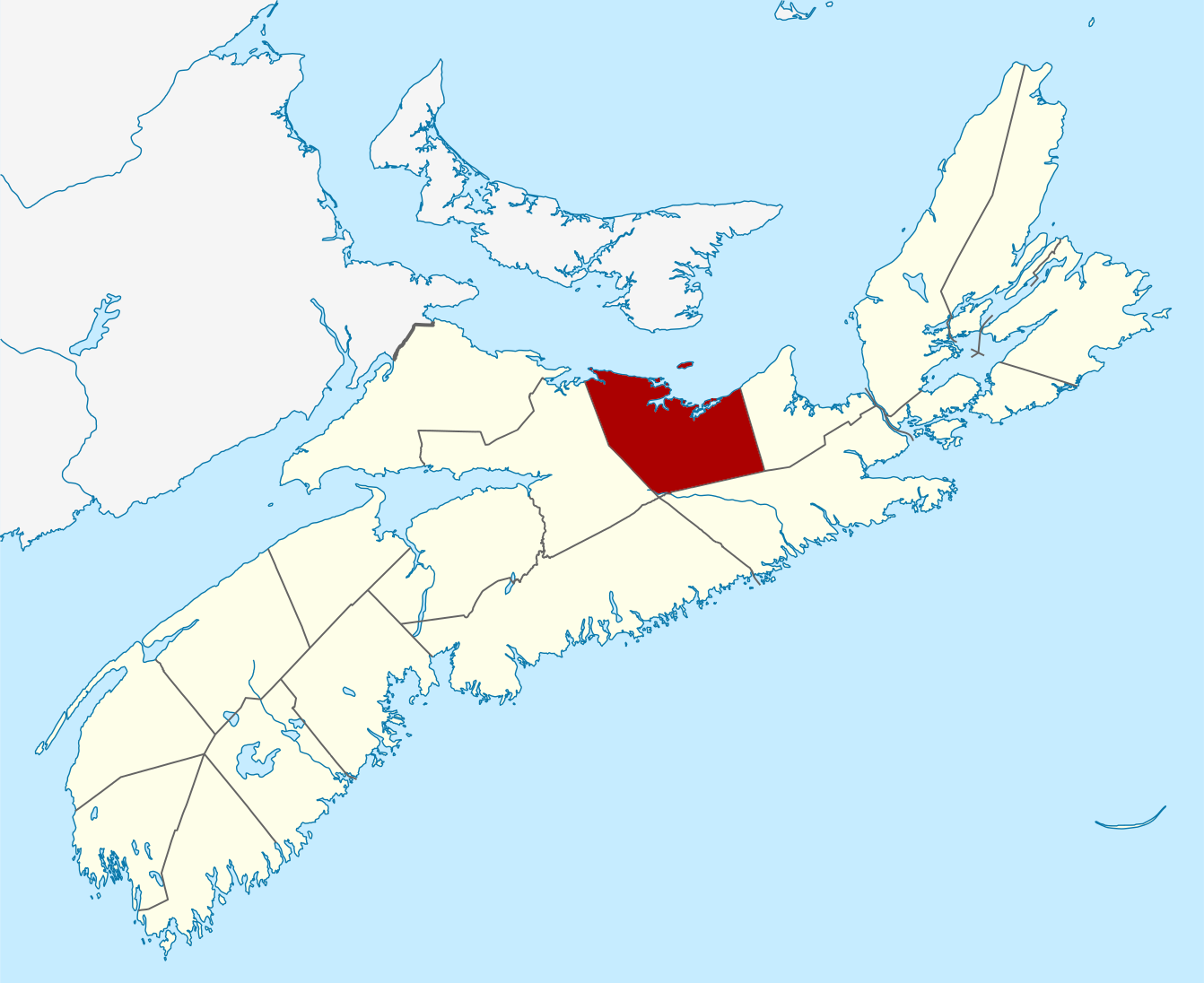
Comté de Pictou

Le comté de Pictou (en anglais : Pictou County, en gaélique écossais : Siorrachd Phiogto) est un comté situé au centre-nord de la Nouvelle-Écosse, au Canada.
Les villes principales sont New Glasgow, Pictou, Westville.
Il y a trois écoles secondaires dans le comté de Pictou : Northumberland Regional High School (NRHS), NNEC, et PA.

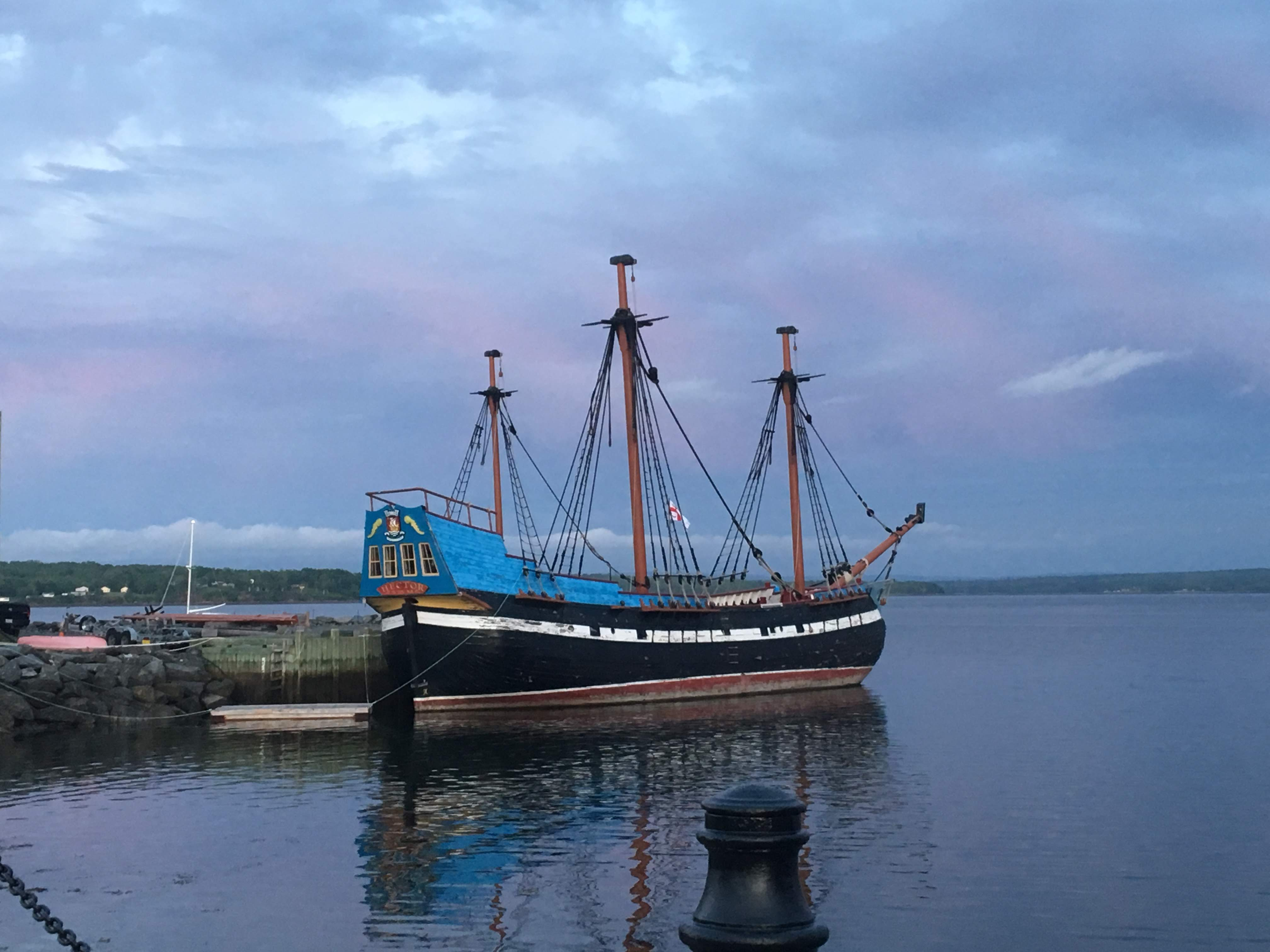
Réplique du navire Hector flottant dans le port de Pictou

## Démographie
| 2001   | 2006   | 2011   | 2016   |
| ------ | ------ | ------ | ------ |
| 46 965 | 46 513 | 45 643 | 43 748 |